# Gaon
1. Zugot
2. Tannaim
3. Amoraim
4. Savoraim
5. Gaonim
6. Rishonim
7. Acharonim

Gaon (גאון in ebraico, il cui plurale è Gaonim, Geonim o Gheonim: ebraico גאונים) era un titolo onorifico con cui si designava il presidente delle due grandi Accademie talmudiche di Babilonia di Sura e di Pumbedita durante il periodo storico del califfato abbaside (750-1254). I gaonim erano generalmente riconosciuti come i leader spirituali della comunità ebraica diffusa in tutto il mondo medievale, in contrasto con il Resh Galuta (Esilarca) che esprimeva un'autorità puramente temporale sugli Ebrei nel territorio islamico.
Gaon significa "orgoglio" o "splendore" in lingua ebraica biblica e, dal XIX secolo, "genio": significato questo che si è conservato in ebraico moderno. In quanto titolo riservato al presidente dell'Accademia di Babilonia (vale a dire dall'"Iraq" verso ovest) talvolta significa "Sua Eccellenza".
I Gaonim svolsero un ruolo importante e spesso decisivo nella trasmissione della conoscenza esegetica e nell'insegnamento della Torah e della Halakha (Legge ebraica). Costoro insegnavano il Talmud e prendevano decisioni su fattispecie non contemplate nel corpus del Talmud.

## Epoca
L'epoca dei Gheonim comincia nel 589 (calendario ebraico: 4349), dopo il periodo dei Sevora'im, e finisce nel 1038 (data ebraica 4798). Il primo Gaon di Sura, secondo Sherira Gaon, fu Mar Rab Mar, che assunse l'ufficio nel 609. L'ultimo Gaon di Sura fu Samuel ben Ḥofni, che morì nel 1034; l'ultimo Gaon di Pumbedita fu Hezekiah Gaon, che fu torturato a morte nel 1040; quindi l'attività dei Gheonim copre un periodo di circa 450 anni.
Vi furono due principali Accademie gaoniche, una a Sura e l'altra a Pumbedita. L'Accademia di Sura fu inizialmente quella dominante ma la sua autorità decrebbe verso la fine del periodo gaonico quando il Gaonato di Pumbedita guadagnò ascendente (Louis Ginzberg in Geonica).

## Ruolo nella vita ebraica
I Gheonim operarono, in quest'ultimo luogo, come direttori delle Accademie talmudiche di Babilonia, continuando l'opera a suo tempo svolta nel campo dello studio e dell'istruzione dagli Amoraim e dai Saboraim. Mentre infatti gli Amoraim, grazie alla loro interpretazione della Mishnah, davano un forte impulso al Talmud e i Saboraim lo editarono definitivamente, il compito dei Gheonim fu quello d'interpretare il Talmud stesso, facendolo diventare il proprio oggetto principale di studio e di insegnamento, fornendo decreti religiosi e legali in accordo coi loro insegnamenti.